# Anthela callispila
Anthela callispila là một loài bướm đêm thuộc họ Anthelidae. Loài này có ở Nam Úc, New South Wales và Queensland.